# Archéanactides
Les Archéanactides (en grec Αρχαιανακτίδαι) sont les membres d'une dynastie qui régna entre 480 et 438 av. J.-C. sur le royaume du Bosphore. Elle commença à regrouper des cités grecques de la Tauride, probablement face à la menace des Scythes.
La dynastie se compose de quatre dynastes nommés Archainax (le fondateur éponyme), Pairisadès, Leukon et Sagauros, qui auraient été archontes héréditaires successifs de Panticapée, sans que l'on ait de précisions sur leurs liens de parenté.
Des monnaies ont été frappées sous cette dynastie portant la légende en grec « ΑΠΟΛ » c'est-à-dire « APOL » ce qui laisse penser qu'elle pratiquait le culte d'Apollon .